# Nassarius antillarum
Nassarius antillarum är en snäckart som först beskrevs av d'Orbigny 1842.  Nassarius antillarum ingår i släktet nätsnäckor, och familjen Nassariidae. Inga underarter finns listade i Catalogue of Life.